# Norquay
Norquay – miasto w kanadyjskiej prowincji Saskatchewan, w pobliżu granicy z Manitobą. W 2021 roku zamieszkane przez 420 osób.
Osadnictwo w rejonie dzisiejszego miasta rozpoczęło się pod koniec XIX wieku i nasiliło na początku XX, w związku z budową kolei w regionie. Przed i po I wojnie światowej w okolicy osiedliło się wielu imigrantów z Ukrainy. W 1913 Norquay uzyskało status wsi. W 1963 roku uzyskało status miasta (town). W 1986 roku posiadało historycznie największą liczbę ludności – 575 osób.
Nazwa miejscowości pochodzi od Johna Norquaya, premiera Manitoby w latach 1878–87.

## Urodzeni w Norquay
- Shannon Kleibrink – curlerka